# ゲオルク・フォン・デア・ガーベレンツ
ハンス・ゲオルク・コーノン・フォン・デア・ガーベレンツ（ドイツ語: Hans Georg Conon von der Gabelentz、1840年3月16日 - 1893年12月11日）は、ドイツの言語学者。一般言語学および中国語の研究で知られる。
ドイツ初の中国学教授であり、主著に『中国語文法』（『漢文経緯』の名でも知られる）、『言語学』がある。

## 経歴
ゲオルク・フォン・デア・ガーベレンツはアルテンブルクに生まれた。父のハンス・コーノン・フォン・デア・ガーベレンツはザクセン＝アルテンブルク公国の政府要人で、東洋学者・言語研究者でもあり、満州語の研究で特によく知られる。ゲオルクは父の影響を受け、若いころから東アジアの諸言語を研究した。1860年にダヤク語の動詞活用体系に関する記事を、父が創立者のひとりであるドイツ東洋学会の機関紙に発表している。イェーナ大学とライプツィヒ大学で法学と言語学を学んだ。
1864年にドレスデンで法曹の職についたが、同時にライプツィヒ大学で中国語・日本語・満州語を学び、『太極図説』の翻訳によって1876年に博士の学位を得た。1878年にライプツィヒ大学に東アジア諸言語の講座が設けられると、その員外教授に任命された。ガーベレンツは中国語と日本語のほかにマレー語、チベット語、モンゴル語、一般言語学、比較言語学を教えた。
ライプツィヒ時代に中国語に関する主著『中国語文法』(Chinesische Grammatik, 1881)を著した。この本は中国語の文語（漢文）の文法書で、読みは基本的に官話によりつつ、入声の -p -t -k を加え、-n と -m を区別するなど、復古的な発音で記されていたが、単にラテン語文法をあてはめただけではない文法書として評価は高く、1960年に復刻版が出版されている。
- Chinesische Grammatik, mit Ausschluss des niederen Stiles und der heutigen Umgangssprache. Leipzig: T. O. Weigel. (1881)
  - 日本語訳：ゲオルク・フォン・デァ・ガーベレンツ 著、川島淳夫 訳『中国語文法：低級文体と現代の日常語を除く』IPC出版センター・ビブロス、2015年。ISBN 9784901291408。

1884年から『国際一般言語学報』(Internationale Zeitschrift für allgemeine Sprachwissenschaft)の共同編集者をつとめた。
1889年にフリードリヒ・ヴィルヘルム大学の正教授に就任した。同年、プロイセン科学アカデミーの会員に選ばれた。この時代に一般言語学の主著『言語学』(Die Sprachwissenschaft, 1891)を出版した。
- Die Sprachwissenschaft, ihre Aufgaben, Methoden und bisherigen Ergebnisse. Leipzig: T. O. Weigel. (1891)
  - 日本語訳：ゲオルク・フォン・デァ・ガーベレンツ 著、川島淳夫 訳『言語学―その課題、方法、及びこれまでの研究成果』同学社、2009年。ISBN 9784810201062。

1893年にベルリンで病没した。
没後にバスク語の系統に関する著書と言語類型論に関する論文が公刊された。
- Die Verwandtschaft des Baskischen mit den Berbersprachen Nord-Africas. Braunschweig: Richard Sattler. (1894)
- “Hypologie der Sprachen, eine neue Aufgabe der Linguistik”. Indogermanische Forschungen 4:  1-7. (1894).

## 研究内容・研究活動・業績
- 『言語学』は1891年に初版が出版され、没後の1901年に第2版が、1969年にコセリウによって復刻版が出版された。
- ガーベレンツは人間の言語を音声によって分節された思想表現であるとした[6]。言語学は経験科学であるとして、演繹的な一般文法を否定した[7]。言語法則のなす有機的システムを「言語精神」と呼び[8]、個別言語研究の第一の対象は言語精神であるとした。
- ガーベレンツはヴィルヘルム・フォン・フンボルトを「広い知識を哲学的炯眼と一体にした最初の人物」[9]、「1825年の講演で内的言語形式の概念を導入した」[10]と高く評価し、その強い影響を受けているが、孤立語を原始段階とする主張は今日では反駁されたとし、インド・ヨーロッパ語族の言語でも近代インド語は膠着語に、英語は孤立語に変化しつつあると述べている[11]。一方、現代中国語は孤立語から膠着語に移行しつつあるとした[12]。また、屈折語が文明を生んだという主張に対しては、最古の文明を創造したシュメール語が膠着語であることをあげて反対し、膠着語と屈折語は程度の違いに過ぎないとした[13]。後にオットー・イェスペルセンは『Progress in Language』において、中国語の単音節性を発達の結果としたが、イェスペルセンの中国語データはほとんどガーベレンツの『中国語文法』から取られている[14]。
- この著書には後のフェルディナン・ド・ソシュールに通じる概念が散発的に出現する[15]。ガーベレンツは言語の線条性に注目し、また言語を「言述」(Rede)、「個別言語」(Einzelsprache)、「言語能力」(Sprachvermögen)の3つに分けたが、それぞれソシュールのパロール、ラング、ランガージュの区別に相当する。また、共時論と通時論の区別についても述べている[16]。ガーベレンツがソシュールに影響を与えたかどうかは議論が分かれるが、川島淳夫は「ガーベレンツからの影響がかなりあったことは否めないだろう」とする[16]。

## 日本との関係
- 上田萬年はベルリン大学でガーベレンツに学んだ[17]。
- 井上哲次郎の『懐旧録』に、1886年にライプツィヒ大学でガーベレンツと会見したときの模様が記されている[18]。

## 関連文献
- エウジェニオ・コセリウ 著、諏訪功 訳「ゲオルク・フォン・デア・ガーベレンツと共時言語学」『ことばと人間』三修社〈コセリウ言語学選集 : 人間の学としての言語学 4〉、1983年。ISBN 4384054076。